# 雨中的大道

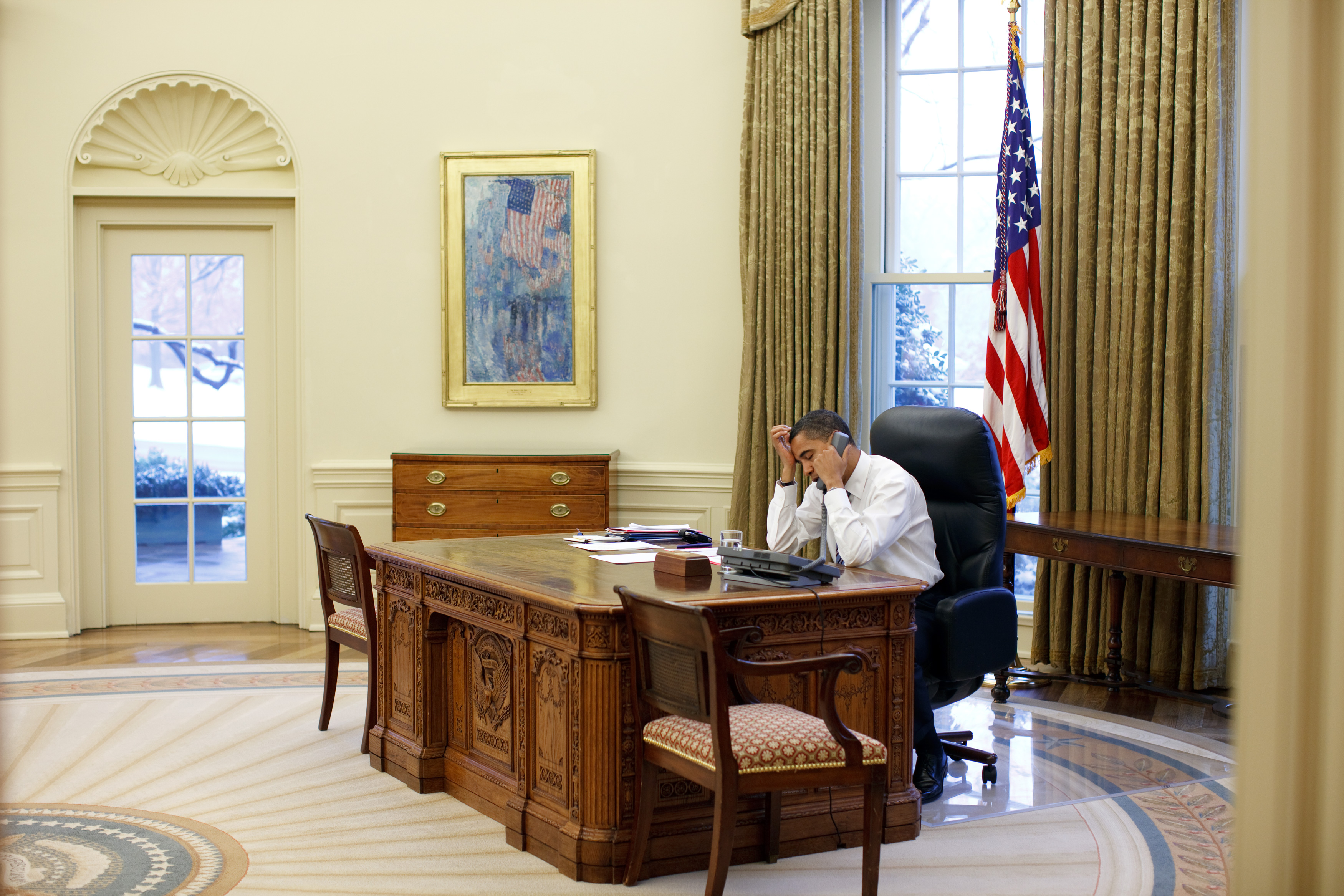
2009年，贝拉克·奥巴马在椭圆形办公室的坚毅桌前伏案工作，身后悬挂着《雨中的大道》这幅画作。

《雨中的大道》（英語：The Avenue in the Rain）是一幅美国印象派画家蔡尔德·哈萨姆于1917年绘制的油画，该作品描绘了雨中的纽约第五大道和沿街建筑悬挂着的美国国旗。目前该画作陈列在美国总统官邸白宫的椭圆形办公室内。包括这幅画作在内，哈萨姆共有6幅作品被白宫收为永久艺术收藏。
画作的左下角有画家署名及创作时间。该画作创作于1917年2月。时年1月，一战中的德国将无限制潜艇战延烧至美国等中立国船只。随后德国计划和墨西哥结盟对抗美国的电报亦公之于众。在这些事件的影响下，美国国内的爱国主义空前高涨，并于同年的4月6日正式对德宣战。该画作便创作于这种时代氛围之下。
整幅画作长106.7cm，宽56.5cm。画作的主色调是蓝色和红色，前景描绘了一大面美国国旗，而一些较小的国旗则充满了周围空间，并在第五大道上排列成景。国旗似乎漂浮在半空中，背后的建筑在雨中若隐若现。国旗的色彩倒映在雨中的街道和人行道上。画面中央数个黑色的人影在雨中撑着伞。1916年至1919年期间，哈萨姆完成了多达三十幅画作，描绘了用旗帜装饰的城市街道，哈萨姆将这一系列画作称为“旗帜组图”。 在“旗帜组图”的创作过程中，哈萨姆可能受到克劳德·莫奈创作于1878年6月30日的两幅画作的影响，莫奈的画作描绘了巴黎街头的巴士底日庆祝活动。
1963年，金融家托马斯·梅隆·埃文斯将《雨中的大道》捐赠给白宫。起先白宫将画作悬挂于肯尼迪蓝色为主色调的总统卧室内，此后多年该画作被陈列在总统餐厅内。克林顿总统任内首次把《雨中的大道》装饰在椭圆形办公室内，之后奥巴马、特朗普、拜登等总统也将该画作陈列在办公室内。

## 哈萨姆“旗帜组画”的其他作品

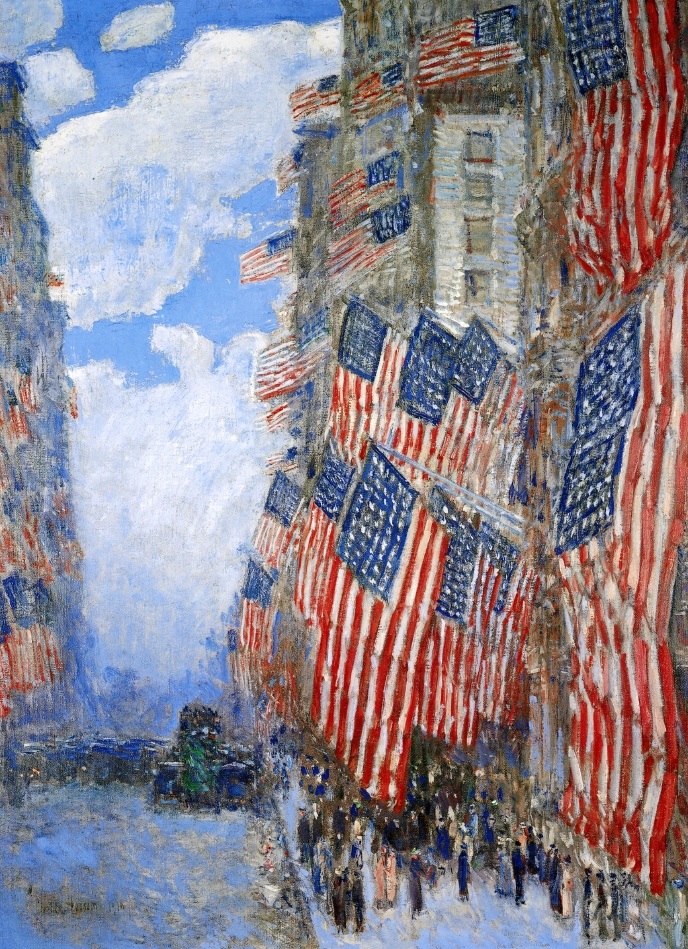
《独立日》 The Fourth of July, 1916
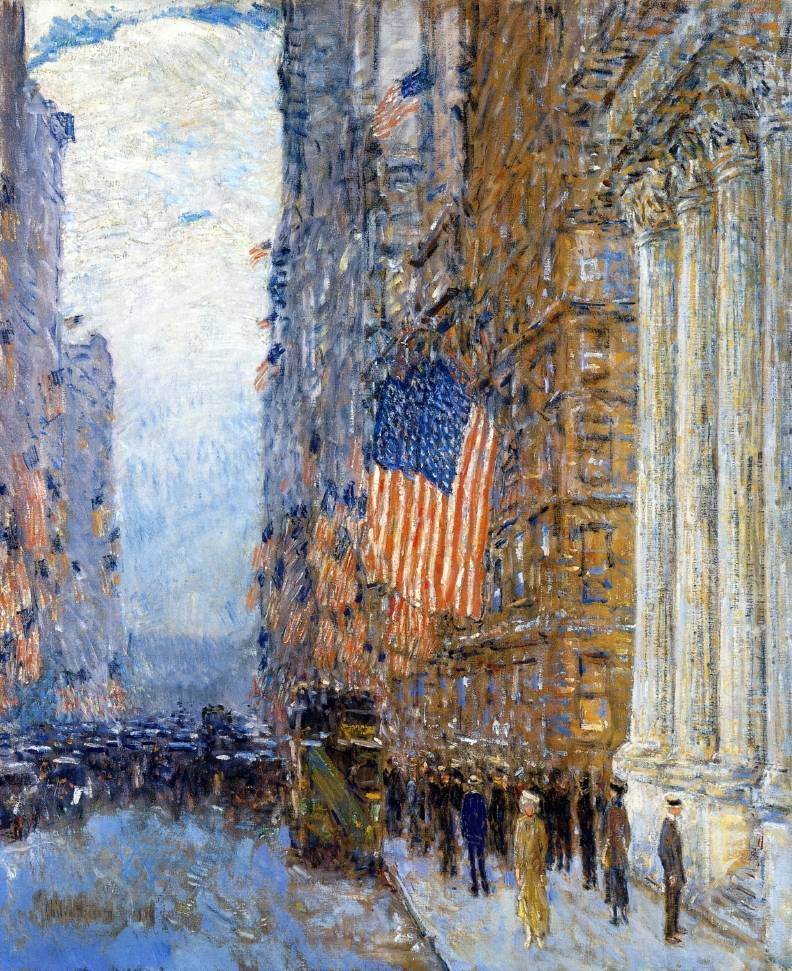
《华尔道夫的旗帜》 Flags on Waldorf, 1916
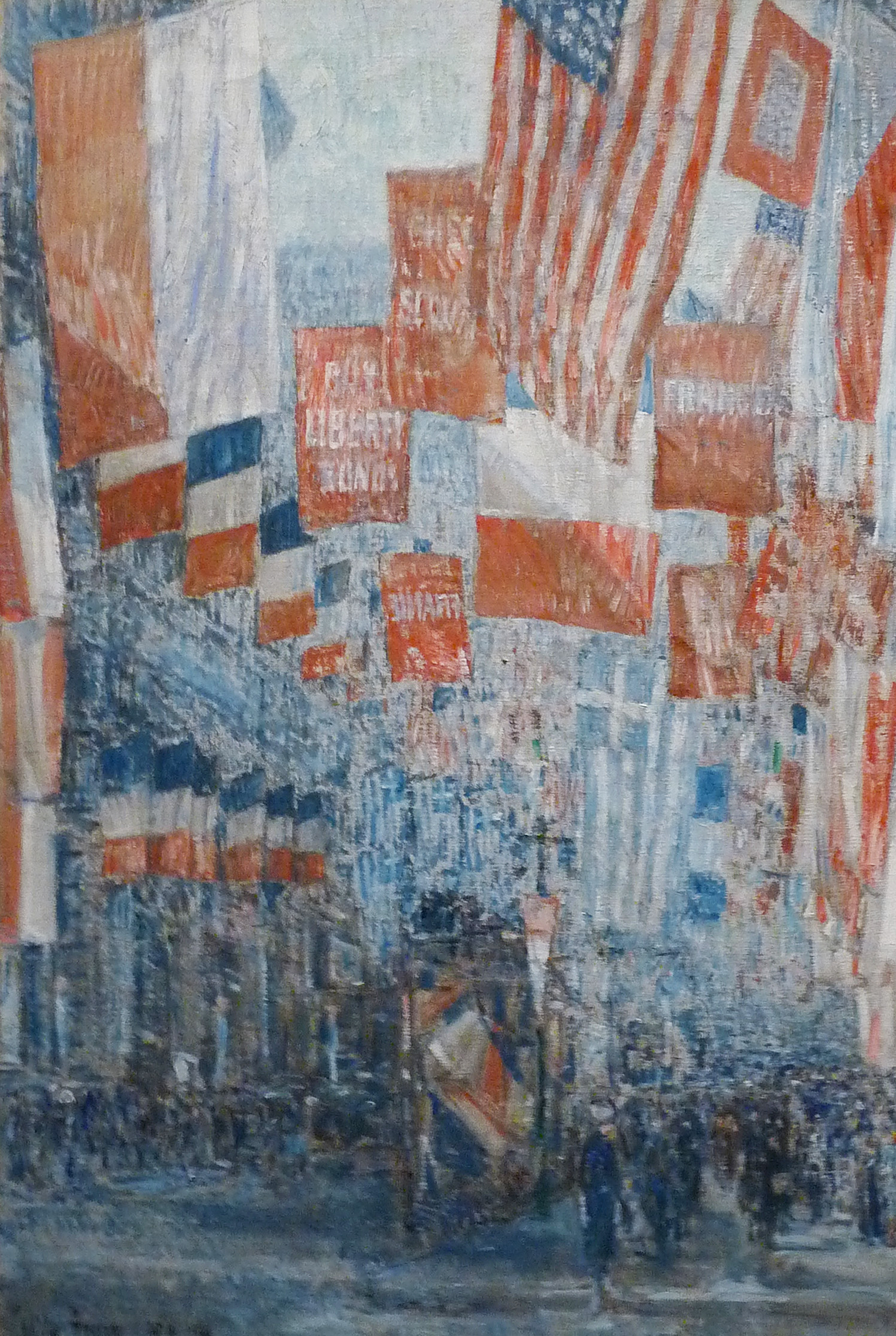
《盟军大道》 Avenue of the Allies, 1917
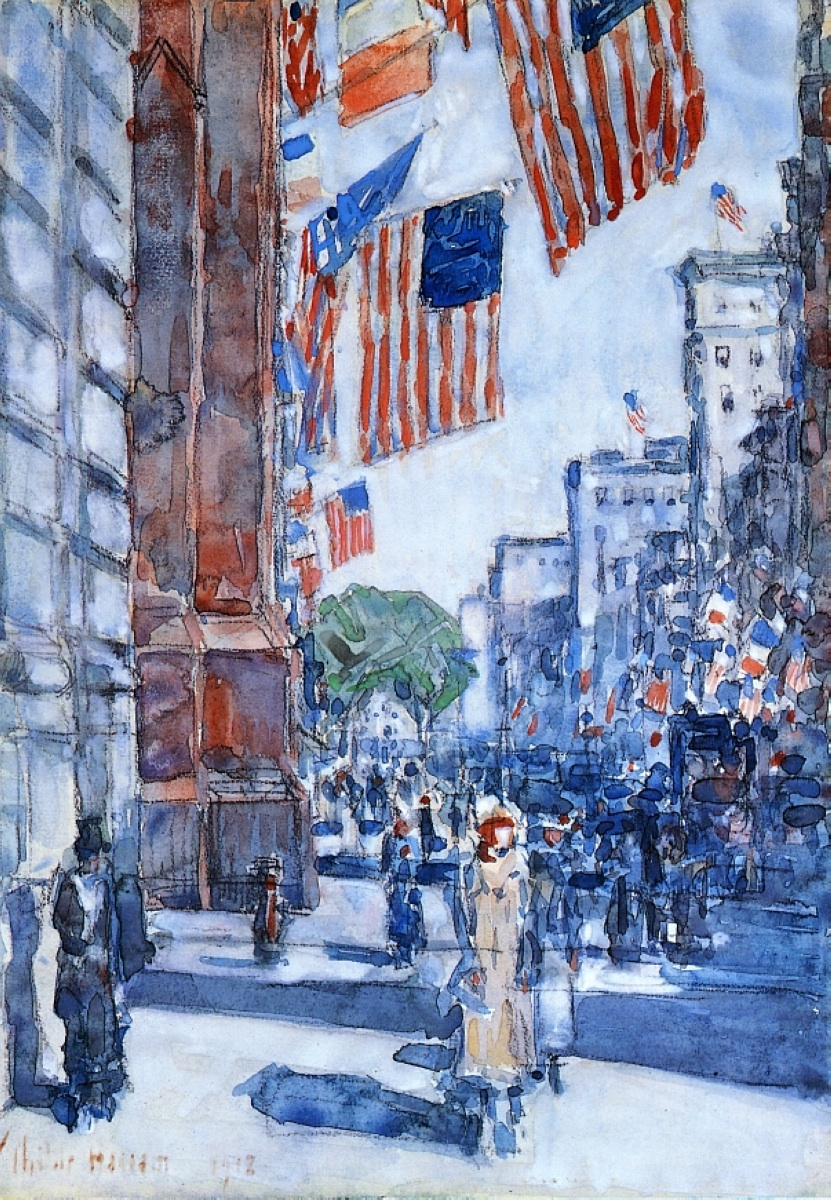
《第五大道的旗帜》 Flags, Fifth Avenue, 1918
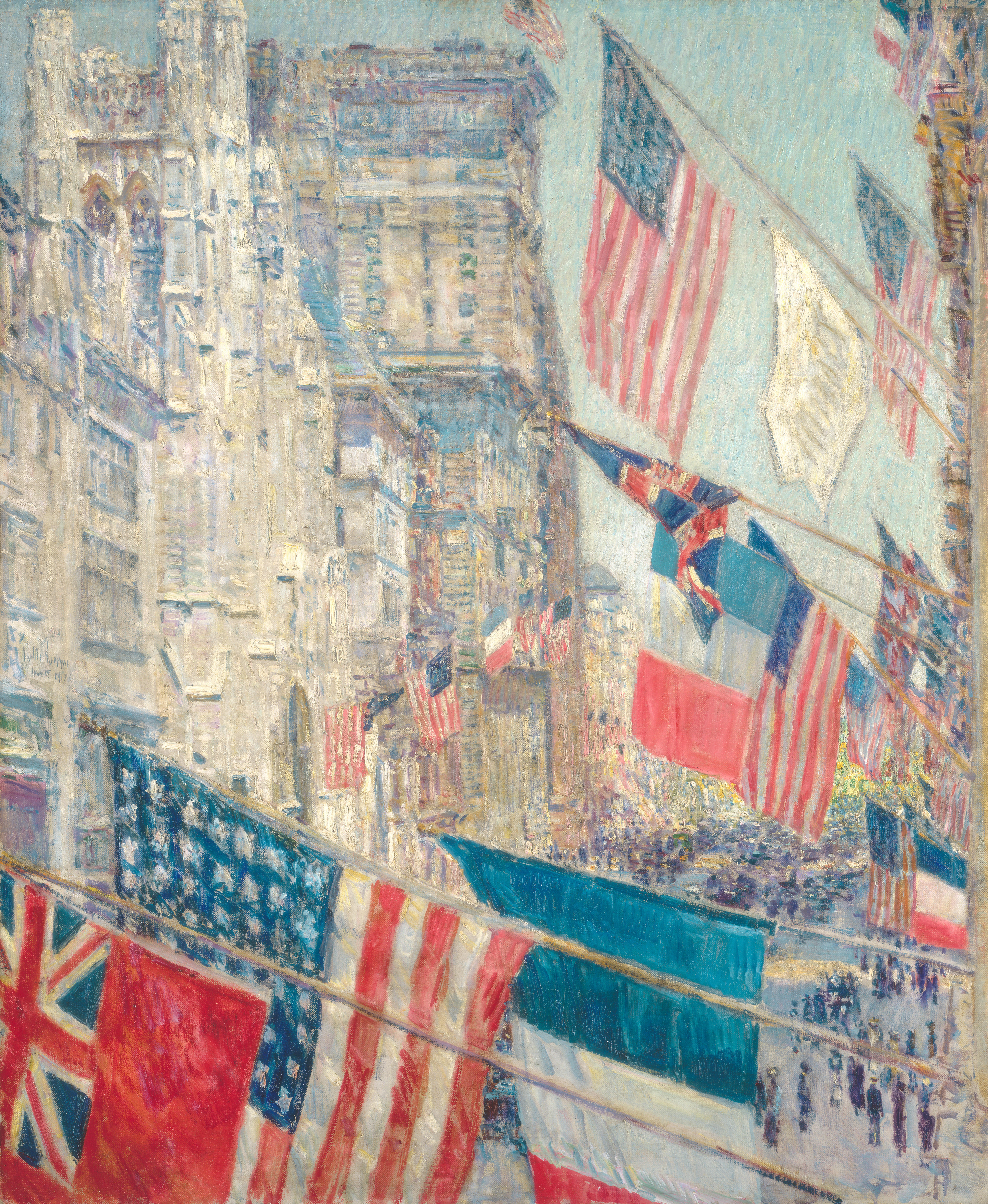
《盟軍日》 Allies Day, 1918

## 克劳德·莫奈相似主题的作品

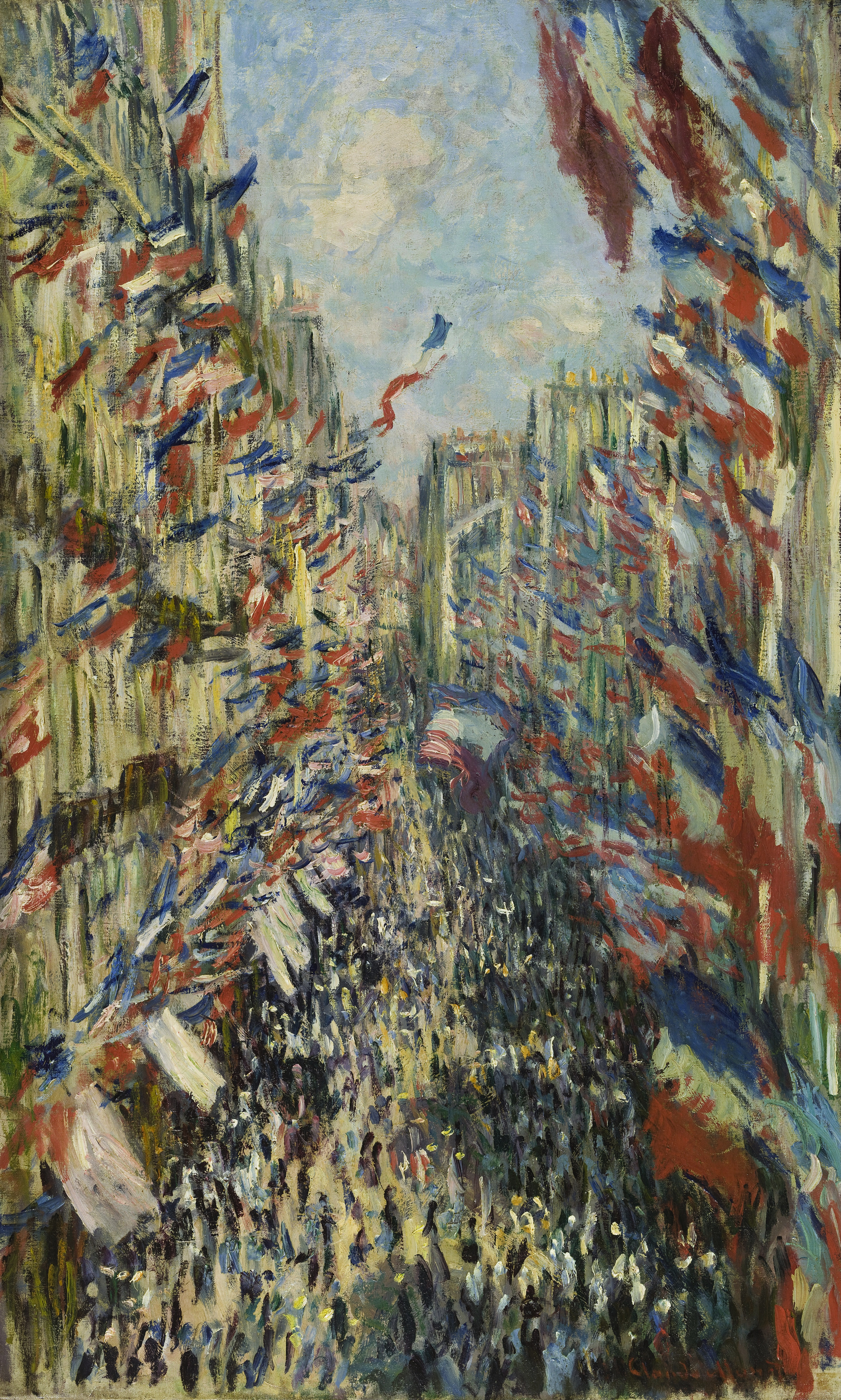
《蒙托格伊路的節日》 Rue Montorgueil à Paris. Fête du 30 juin 1878
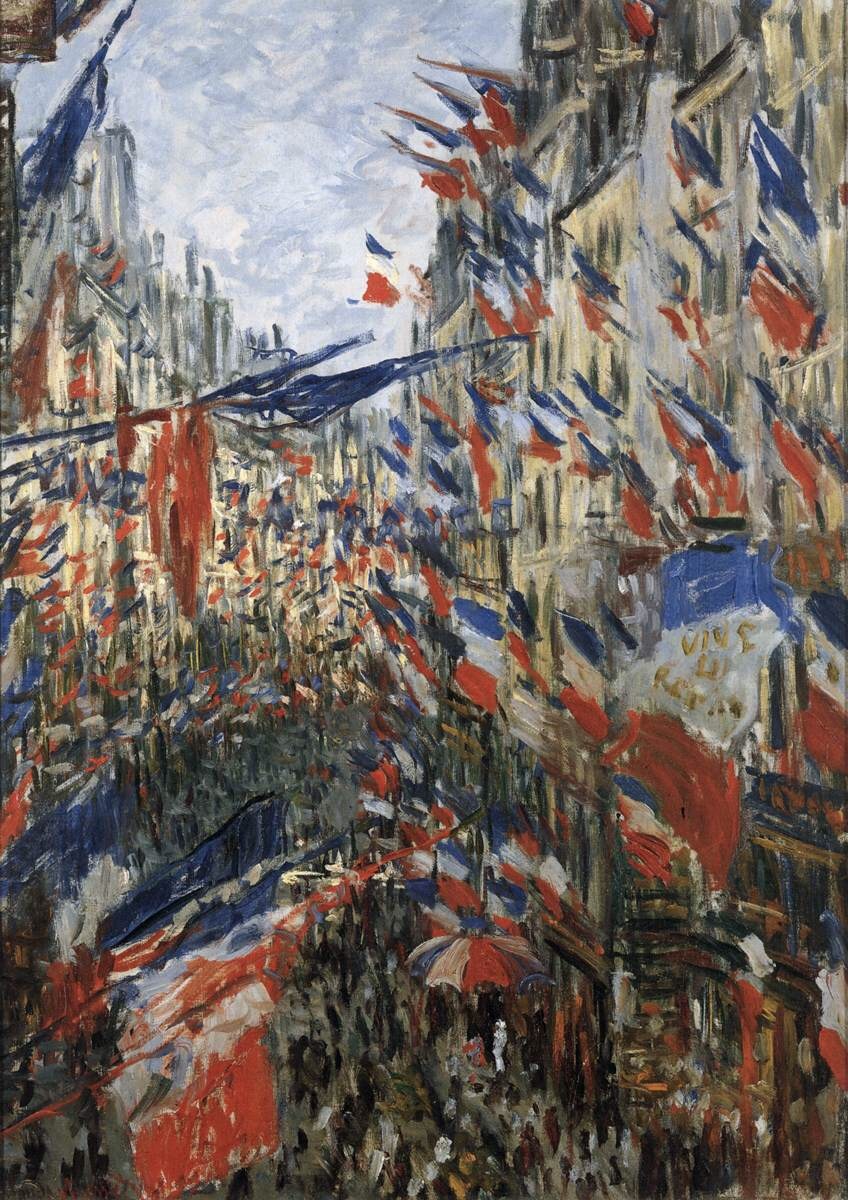
《聖德尼街的節日》 Rue Saint-Denis, fête du 30 juin 1878